# Torno (Itália)
Torno é uma comuna italiana da região da Lombardia, província de Como, com cerca de 1.221 habitantes. Estende-se por uma área de 7 km², tendo uma densidade populacional de 174 hab/km². Faz fronteira com Blevio, Carate Urio, Como, Faggeto Lario, Moltrasio, Tavernerio.

## Demografia
| Variação demográfica do município entre 1861 e 2011                               |
|                                                                                   |
| Fonte: Istituto Nazionale di Statistica (ISTAT) - Elaboração gráfica da Wikipedia |